# Eurydyka II z Macedonii
Eurydyka II właśc. Audata (gr: Εύρυδίκη,  Eúrydίkē; Aύδάτα,  Eúdáta)  (IV w. p.n.e.) - księżniczka illiryjska, królowa Macedonii, córka lub wnuczka Bardylisa I, króla illiryjskich Dardanów.
Na początku r. 358 p.n.e. król macedoński Filip II, gdy dowiedział się o śmierci króla Pajonów, najechał Pajonię. Po zwycięstwie nad tym państwem plemiennym, postanowił kontynuować ekspansję. Jego nowym celem stała się Iliria, do której zabrał 10 tys. pieszych i 600 jeźdźców. Zaskoczony tym najazdem król Bardylis I, zaproponował pokój i utrzymanie status quo. Filip nie zgadzając się na te propozycje, zażądał opuszczenia przez nich wszystkich miast macedońskich. Doszło między nimi do starcia na równinie Lynkos, w którym zwycięsko wyszedł Macedończyk. Bardylis I zbiegł, po czym poprosił o pokój, zgadzając się opuścić miasta macedońskie. Aby przypieczętować zawarty pokój, wydał za niego swą córkę lub wnuczkę Audatę. Ta została pierwszą żoną Filipa, przybierając na weselu imię Eurydyka. Urodziła mu córkę Kynane, przyszłą żonę Amyntasa IV, byłego króla Macedonii.